# Pericallia marmorata
Pericallia marmorata là một loài bướm đêm thuộc phân họ Arctiinae, họ Erebidae.